# Beatrix van Vermandois
Beatrix van Vermandois (circa 880 - na 26 maart 931) was van 922 tot 923 koningin van West-Francië. Ze behoorde tot het huis der Herbertijnen.

## Levensloop
Beatrix was een dochter van graaf Herbert I van Vermandois, een afstammeling van Karel de Grote. 
Ze huwde rond het jaar 890 met Robert van Bourgondië (866-923), graaf van Tours, en was daarmee diens tweede echtgenote. Ze kregen een zoon genaamd Hugo de Grote (897-956), onder andere graaf van Parijs en hertog van Bourgondië en Aquitanië, en hadden ook een dochter Emma (894-934), die in 921 huwde met hertog Rudolf van Bourgondië.
Nadat haar echtgenoot een staatsgreep had gepleegd tegen Karel de Eenvoudige, werden Robert en Beatrix koning en koningin van West-Francië. In 923 sneuvelde Robert in de Slag bij Soissons. Vervolgens kreeg hun zoon Hugo de Grote het aanbod om koning te worden, maar hij weigerde en uiteindelijk werd hun schoonzoon Rudolf van Bourgondië koning. Beatrix stierf na maart 931.

## Voorouders
| Voorouders van Beatrix van Vermandois (880-931) | Voorouders van Beatrix van Vermandois (880-931)                   | Voorouders van Beatrix van Vermandois (880-931)                   | Voorouders van Beatrix van Vermandois (880-931)                   | Voorouders van Beatrix van Vermandois (880-931)                   |                                                                   |
| ----------------------------------------------- | ----------------------------------------------------------------- | ----------------------------------------------------------------- | ----------------------------------------------------------------- | ----------------------------------------------------------------- | ----------------------------------------------------------------- |
| Overgrootouders                                 | Bernhard van Italië (797-818) ∞ Kunigonde van Laon. (-)           | ? (-) ∞ ? (-)                                                     | Witichin de Morvois ∞ Geva van Jutland                            | ? (-) ∞ ? (-)                                                     |                                                                   |
| Grootouders                                     | Pepijn van Vermandois (818-850) ∞ Rothaide van Bobbio (820-878)   | Pepijn van Vermandois (818-850) ∞ Rothaide van Bobbio (820-878)   | Widerich I van Morvois (820-886) ∞ Eva van Roussilon (820-862)    | Widerich I van Morvois (820-886) ∞ Eva van Roussilon (820-862)    |                                                                   |
| Ouders                                          | Herbert I van Vermandois (850-907) ∞ Bertha van Morvois (862-907) | Herbert I van Vermandois (850-907) ∞ Bertha van Morvois (862-907) | Herbert I van Vermandois (850-907) ∞ Bertha van Morvois (862-907) | Herbert I van Vermandois (850-907) ∞ Bertha van Morvois (862-907) | Herbert I van Vermandois (850-907) ∞ Bertha van Morvois (862-907) |